# أندريه فيليرز
أندريه فيليرز (بالفرنسية: André Villiers) هو سياسي فرنسي، ولد في 13 ديسمبر 1954 في فرنسا. حزبياً، نشط في The Centrists ‏.

## مناصب
- انتخب رئيس بلدية Pierre-Perthuis [الإنجليزية]‏ (18 مارس 2001 – 16 مارس 2008).
- انتخب نائب فرنسي عن دائرة Yonne's 2nd constituency [الإنجليزية]‏ وقد انضم خلال فترته النيابية [الإنجليزية]‏ (21 يونيو 2017 – )  للكتلة البرلمانية UDI and Independents group [الإنجليزية]‏.
- انتخب عضو المجلس العام  [لغات أخرى]‏.
- انتخب عضو مجلس الشيوخ الفرنسي (24 يوليو 2009 – 16 يونيو 2012).
- انتخب رئيس بلدية فيزليه (16 مارس 2008 – 31 مارس 2011).